# Business Standard
Le Business Standard (souvent désigné par ses initiales BS) est l'un des plus grands[réf. nécessaire] journaux indiens d'édition quotidienne de langue anglaise publiés par Business Standard Ltd en deux langues (anglais et hindi). 
Fondé en 1975, le journal traite surtout de l'économie indienne, des infrastructures commerciales, des affaires et du commerce international, des marchés boursiers et monétaires, ainsi que de la gouvernance d'entreprise, outre d'autres informations, opinions et idées liés à la finance.
La principale édition (en langue anglaise) provient de 12 centres régionaux, Mumbai, New Delhi, Kolkata, Bengaluru, Coimbatore, Chennai, Ahmedabad, Hyderabad, Chandigarh, Pune, Lucknow, Bhubaneswar et Kochi. Elle a les lecteurs dans plus de 1 000 villes et mégalopoles à travers toute l'Inde.

## Histoire
Le premier propriétaire du journal était le groupe ABP (APB Group) basé à Calcutta. Malgré un succès éditorial, BS ne décolle pas en termes de bénéfices. Bien que sa circulation ait grandie, les pertes financières ont aussi augmenté, dépassant les capacités d'ABP à supporter un déficit. ABP espérait que le gouvernement Indien autoriserait le Financial Times (basé à Londres) à prendre une participation dans Business Standard Limited pour lui apporter les fonds indispensables.
En 1997, le journal est racheté par Kotak Mahindra Finance, dans le cadre d'un accord dirigé par l'actuel directeur général et PDG de Kotak Mahindra Bank, Uday Kotak. Kotak a déclaré dans une interview en 2005 qu'il a acheté le journal pour presque rien, tant les Sarkars étaient désespérés. Kotak Mahindra disposaient de fonds importants — pour certains venant de la JV Goldman Sachs — donc cela semblait être un risque qui valait la peine d'être pris », a-t-il déclaré.

### Circulation
Le journal est longtemps resté le second quotidien commercial de l'Inde en termes de tirage, mais en 2017 son classement a chuté. 
En janvier 2019, il était classé en 4e position parmi les quotidien d'information financière en Inde (par l'Indian Readership Survey), ce qui correspond à un tirage moyen de 107 000 exemplaires) ; il était classé 3e pour le domaine des informations financières (par un lectorat total de 505 000 personnes).
En janvier 2020, les ventes remontaient terrain, avec 45 000 lecteurs gagné au dernier trimestre de 2019 pour atteindre un lectorat moyen de 189 000 exemplaires, selon l'enquête IRS 2019Q4. Il restait le troisième journal financier le plus vendu en Inde, derrière l'Economic Times et le Mint.

## Éditeur
TN Ninan (journaliste financier réputé en Inde) en a été rédacteur en chef de 1993 à 2009. 
En janvier 2010, Ninan a été nommé président et directeur éditorial de Business Standard Ltd, cédant sa place de rédacteur en chef de Business Standard au Dr Sanjaya Baru, ancien conseiller pour les médias du Premier ministre Manmohan Singh. 
Ashok K Bhattacharya a pris la tête de l'équipe éditoriale de Business Standard après que Baru l'ait quitté pour rejoindre un think tank basé au Royaume-Uni en 2011.
L'éditeur actuel est Shyamal Majumda (un autre ancien de Business Standard).